# Leucothoé (Néréide)
Pour les articles homonymes, voir Leucothoé.
Dans la mythologie grecque, Leucothoé (en grec ancien Λευκοθέα / Leukothéa) est une Néréide, fille de Nérée et de Doris, citée par Hygin dans sa liste de Néréides. Elle est parfois confondue avec Ino.

## Étymologie
Leucothoé, en grec ancien Λευκοθέα / Leukothéa, provient des mots λευκός / lefkós signifiant "blanc", et de θοός / thoós qui signifie "rapide", "vive". 

## Famille
Ses parents sont le dieu marin primitif Nérée, surnommé le vieillard de la mer, et l'océanide Doris. Elle est l'une de leur multiples filles, les Néréides, généralement au nombre de cinquante, et a un unique frère, Néritès. Pontos (le Flot) et Gaïa (la Terre) sont ses grands-parents paternels, Océan et Téthys ses grands-parents maternels.

## Évocation moderne

### Biologie
Le genre de Crustacés des Leucothoe lui doit son nom, de même que le genre d'arbustes de la famille des Éricacées des Leucothoe.